# بیل هاسلم
بیل هاسلم (انگلیسی: William Edward "Bill" Haslam؛ زادهٔ ۲۳ اوت ۱۹۵۸) یک سیاست‌مدار اهل ایالات متحده آمریکا است.
هاسلم فرماندار کنونی ایالت تنسی از حزب جمهوری‌خواه ایالات متحده آمریکا است که در تاریخ ۱۵ ژانویه ۲۰۱۱ میلادی به عنوان فرماندار انتخاب شد و تا سال ۲۰۱۵ در این سمت باقی خواهد ماند.